# 中國—烏茲別克斯坦關係

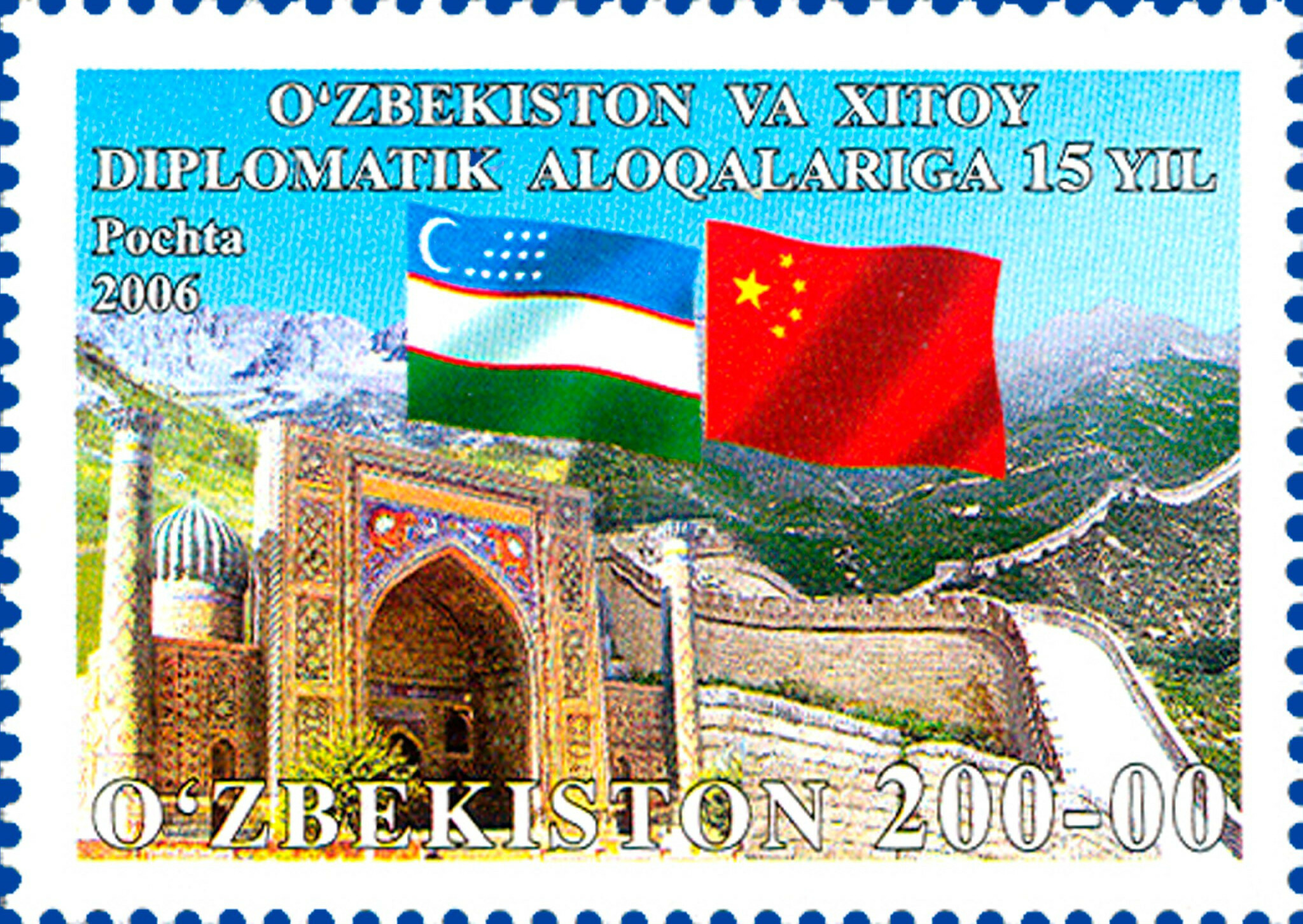
紀念中華人民共和國和烏茲別克建交15周年的郵票

中國—烏茲別克斯坦關係，是指歷史上的中國和烏茲別克（包括中華人民共和國和烏茲別克斯坦共和國）之間的雙邊關係。中國和烏茲別克之間的來往可追溯至古代，而現代的中華人民共和國與烏茲別克則在1992年1月3日建立外交關係，兩地在古代和現代均有經貿與文化上的交流。

## 歷史

### 古代
大宛位於現烏茲別克、塔吉克和吉爾吉斯三國交界處的費爾干納盆地:391。西漢時，汉武帝派遣使者到訪大宛，打算以財物換取當地出產的汗血馬，但該名使者遭到殺害；太初元年（前105年），汉武帝派將軍李广利率領数万名兵員攻打大宛，被沿途的小国攻击，只有十分之一至二的士卒能夠活着回國:71。太初三年（前102年），汉武帝再次派李广利率領六万多名士兵攻打大宛，並把18万名守边士兵派駐到甘肅酒泉，以作后援之用；李广利率領的軍隊击败大宛的抵抗，围攻貳師城，當地贵族殺死大宛皇帝，献出马匹投降:171。此外，《史記·大宛列傳》記載，張騫在出使西域時看到大宛出產葡萄酒，於是把種植葡萄和釀酒的技術引進中原地區:9。
現烏茲別克的大部分領土都曾被唐朝統治，只有西北部的一小片土地沒有被唐朝控制:120。在隋唐时期，中亚有一些國家被合稱為「昭武九姓」，它們包括康国（位於今撒马尔罕）、安国（位於今布哈拉）、曹国（位於今撒马尔罕以北）、石国（位於今塔什干一带）、米国（位於今撒马尔罕东南方）、何国（位於今撒马尔罕西北方）；中國與這些古國有频繁的貿易往來，經常互派使节，康国、安国、米國和石国的音乐和舞蹈亦得以傳入中國:448。据說，康国出产一种被称為「金桃」的桃子，這種桃曾被引進到唐朝:1877。為了取得唐朝的援助、從而抵禦阿拉伯帝国入侵，康国曾要求歸附唐朝，一些國家其後亦提出同樣的請求；於是，唐朝與這些古國联合起來，共同抵抗阿拉伯帝国:642。唐代高僧玄奘在西行求法時也曾經過塔什干:93。
明朝時，現烏茲別克城市撒马尔罕是帖木爾帝國的首都；在洪武和永乐前期，中国與撒马尔罕通过丝绸之路進行贸易往來:170。洪武二十八年（1395年），明政府派出傅安等人出使撒马尔罕，以便與帖木爾帝國交好，但帖木爾帝國當時有意入侵中原，把明朝派出的傅安一行人扣留；傅安向帖木爾介紹明朝的强大，帖木爾不服，让傅安在帖木爾帝國游歷，但傅安在六年後仍然不降，於是繼續被帖木爾帝國扣留:231。後來，帖木爾去世，其孙沙哈魯掌政，傅安獲准回国。
在明代，有撒马尔罕人和塔什干人來華进行贸易:84，也有撒馬爾罕的科學家來到中國:237。當時，來華通商的撤马尔罕使节得到朝廷的迁就，他們曾在正德至嘉靖年间向明朝進贡鳥獸，以换取中国商品；在景泰七年（1456年），來自撤马尔罕的使臣來華贸易，但他們不是馬上到京師通商，而是先到現在的甘肃、陕西一带進行贸易，這個做法其實违反了明朝的制度:69。
清朝滅準噶爾後，清政府與人口多為乌兹别克人的浩罕汗国建立邦交；清廷向來華通商的浩罕汗国人提供税務优惠，此舉主要是考慮到西北边境的安宁，亦導致浩罕汗国有更多商人来中國進行貿易:25。但是，不少來華通商的外地商人留在新疆居住，並組織家庭，很少回国；清政府曾嘗試禁止新疆人民與浩罕汗国商人通婚，但仍然有不少中亚人涌入新疆，並逐渐成为永久居民，在當地從事农業:27。

### 現代
中華人民共和國與蘇聯時期的烏茲別克亦有來往；例如，中國科學院曾派代表團訪問蘇聯，代表團得到蘇聯多家科學院餽贈禮品，其中烏茲別克科學院向毛澤東贈送了一套民族衣帽，聲稱這是代表烏茲別克人民獻給他的禮物。此外，烏茲別克蘇維埃社會主義共和國最高苏維埃主席团主席曾應邀訪问中國，期間曾經到汉口参观。
蘇聯解體後，中華人民共和國政府派團訪問前蘇聯加盟共和國，代表团來訪烏茲別克，受當地政府以正式外訪的规格接待。烏茲別克政府同意與中華人民共和國建立大使級的外交關係，又希望中方不要使用「閣下」、「先生」等敬稱，改以「同志」來稱呼對方；在兩國磋商建交公报时，烏茲別克政府對中華人民共和國在台湾问题上的原则立场表示支持，但又擔心全盤接受中華人民共和國的要求會帶來問題，雙方最後也能夠达成协议。
烏茲別克剛剛獨立，該國政府从來沒有處理建交文件的經驗，這造成了一些麻煩。烏茲別克外交部大楼使用舊款的打字机，打字员容易出错；該國政府提供的建交公报俄語正本有多处塗改痕跡，不符合法律文件的要求，雙方需要把文件检查、修改數遍。此外，烏茲別克外交部沒有用於打印漢語文書的设备，中華人民共和國代表团的外交官只好手寫建交公报的中文正本。中華人民共和國與烏茲別克最終在1992年1月3日建立外交關係。
烏茲別克斯坦總理阿卜杜拉·阿里波夫在2019年8月26日的一次會議上稱中國為烏茲別克斯坦「最親密的伙伴」。
2022年1月2日，中华人民共和国与乌兹别克斯坦建交30周年，两国领导人互致贺电。

## 旅行

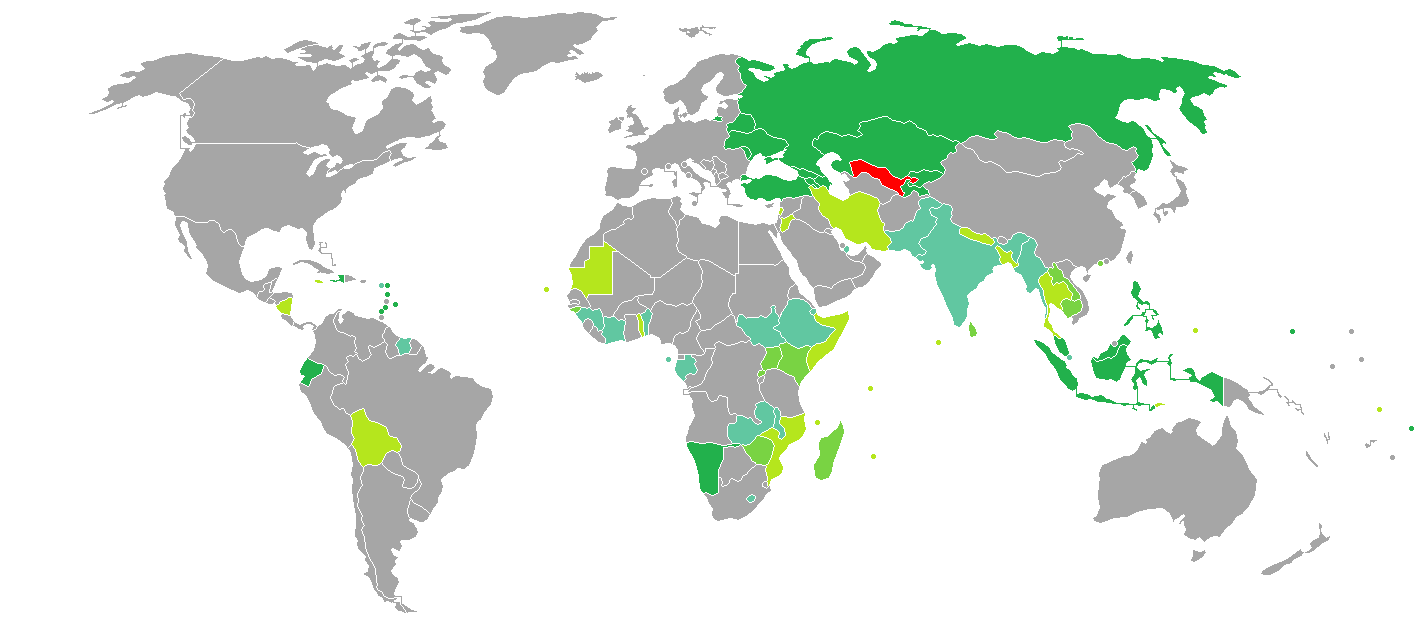
持乌兹别克斯坦護照的乌兹别克公民需要提前申请签证才能入境中华人民共和国。

持中华人民共和国護照的中华人民共和国公民可以免签证的方式入境乌兹别克斯坦。

### 簽證
參見：乌兹别克斯坦簽證政策和乌兹别克斯坦公民簽證要求
以及：中华人民共和国簽證政策和中华人民共和国公民簽證要求
自2020年1月1日起，乌兹别克斯坦单方面允许中国公民免签证入境乌兹别克斯坦7天，2021年3月1日起对中国公民的免签证日数增至10日，但是只限于搭乘国际航班入境。该政策也适用于香港特别行政区护照、澳门特别行政区护照持有人。中国公民亦可以申请电子签证入境乌兹别克斯坦，停留30天不得延期。签证申请费为20美元。旅客必须在启程前至少提前3天申请电子签证。2024年12月1日双方签署互免签证协议，2025年6月1日起生效，协议规定单次停留时间不超过30天，每180天最多停留90天。
目前乌兹别克斯坦公民前往中国则需提前办理签证。若前往香港及澳门也需要申请签证。但乌兹别克斯坦外交护照持有人入境中华人民共和国可以免签证。

## 經貿關係

### 贸易
- 中国大陸到乌兹别克的出口貿易[31]
- 乌兹别克到中国大陸的出口貿易[32]

中國目前是烏茲別克斯坦的主要貿易夥伴，是該國最大的進出口來源地。根據經濟複雜性研究中心網站上的數據，中国大陸在1995年出口了不足0.5億美元到乌兹别克，貨物有紡織品、食品等；2012年，中国大陸出口了超過16億美元來乌兹别克，最多貨物是機械設備。乌兹别克到中国大陸的出口貿易曾在2010年由不足4億提升至超過12億，但乌兹别克到中国大陸的出口額在翌年回落至8億左右；乌兹别克在2002年至2008年主要出口紡織品到中国大陸，很少出口化工產品。2012年，乌兹别克出口了逾10億美元來中国大陸；雖然大多數貨物仍然是紡織品，但當中亦有總值1.77億美元的化工產品。中國視烏茲別克斯坦為「一帶一路」倡議的重要組成部分，並增加了對烏的發展貸款。
在中國與乌兹别克的雙邊貿易中，新疆扮演着一個重要的角色；當地與乌兹别克的貿易佔了中烏貿易總額的30%，亦有不少新疆企業在乌兹别克营商。新疆與乌兹别克的经贸來往主要是一般的贸易，其他的技术合作則較少；乌兹别克主要出口原材料到新疆，這容易受到市场波动或政策调整的影响。新疆與乌兹别克的經貿來往遭到一定的困难和障礙，連接乌鲁木齐與塔什干的航班在2010年停飞，对兩地之間的經貿往來造成不便；乌兹别克亦比較重視與中国东部经济区合作，相對不太重視与新疆的合作。

### 投资
乌兹别克约有250家已注册的中资企业（數據截至2011年底），中國企業亦有對乌兹别克進行直接或间接的投资；在2011年，中華人民共和國是乌兹别克最大的投资伙伴国，但當年沒有乌兹别克企業对中国投资。
2023年4月，乌兹别克斯坦能源部称，隶属中国国家电网有限公司的中国电力技术装备有限公司将在乌兹别克斯坦建设高压输电线路和变电站。

## 文化關係
2013年，乌兹别克斯坦与中国签署文化交流协议，以加强两国在文化、教育、科技等领域的合作。（p. 159）首次协议交流于2017年进行，举办研讨会、展览和表演等活动。（p. 159） 此后，类似的交流不断重复。（p. 159）
中国为乌兹别克斯坦文化遗产的保护和修复提供支持。（p. 159）
中国中央电视台（CCTV）与乌兹别克斯坦国家电视广播公司（UzTRK）合作制作联合节目和纪录片。（p. 159）
烏茲別克城市塔什干和撒马尔罕分別設有一所孔子學院，塔什干的孔子學院在2005年成立，是较早成立的孔子学院之一，亦是第一所設於中亚的孔子学院；截至2014年，這所学院合共已為3,000名乌兹别克学员提供汉语教育。這所孔子学院曾有中國公派教師與烏茲別克教師合作编寫《乌汉-汉乌熟语词条对照辑录》，期望能減低中文成语和惯用语對外國学生掌握中文的阻礙。
一些乌兹别克的歌舞团曾到訪中國，而中國亦有藝術團體來乌兹别克表演；中華人民共和國與乌兹别克签署了關於兩地人文合作的协定，也有签訂文化交流计划。

## 外部連結
- 中華人民共和國駐烏茲別克斯坦共和國大使館官方網站（简体中文）（俄文）
  - 中華人民共和國駐烏茲別克斯坦共和國大使館經濟商務處官方網站（简体中文）
- 烏茲別克斯坦駐華大使館官方網站（简体中文）（乌兹别克文）（俄文）（英文）